# Cachoeira Dourada (Minas Gerais)
Pour les articles homonymes, voir Cachoeira Dourada.
Cachoeira Dourada est une municipalité brésilienne de l'État du Minas Gerais et la microrégion d'Ituiutaba.